# 2024.
◄ | 20. stoljeće | 21. stoljeće | 22. stoljeće | ►
◄ | 1990-ih | 2000-ih | 2010-ih | 2020-ih | 2030-ih | 2040-ih | 2050-ih | ►
◄◄ | ◄ | 2021. | 2022. | 2023. | 2024. | 2025. | 2026. | 2027. | ► | ►►
Arhitektura • Astronautika • Astronomija • Biologija • Film • Fotografija • Glazba • Kazalište • Kemija • Kiparstvo • Knjige • Književnost • Kršćanstvo • Meteorologija • Medicina • Planinarstvo • Politika • Pravo • Promet • Slikarstvo • Strip • Šport • Televizija • Znanost • Zrakoplovstvo • Željeznički promet
2024. (rim. MMXXIV), dvadeset i treća je godina 21. stoljeća i prijestupna po gregorijanskome kalendaru.
Vlada Republike Hrvatske proglasila ju je Godinom Marka Marulića. Organizacija Ujedinjenih naroda  proglasila ju je Međunarodnom godinom kamelida. Papa Franjo proglasio ju je Godinom molitve.

## Događaji

### Siječanj
- 1. siječnja – Estonija postala prva zemlja Srednje Europe koja je legalizirala istospolni brak.[4]
- 12. siječnja – SAD i Ujedinjeno Kraljevstvo napali su hutiste iz Jemena, koji napadaju trgovačke brodove u blizini jemenske obale u Crvenom moru, kao znak solidarnosti s Palestincima.
- 26. siječnja – Hrvatski sabor donio Zakon o hrvatskom jeziku.
- 28. siječnja – dvojica pripadnika Islamske države otvorili paljbu u katoličkoj crkvi Santa Maria Draperis u Istanbulu, ubivši jednu osobu.[5]

### Veljača
- 17. veljače – Hrvatska vaterpolska reprezentacija osvojila Svjetsko prvenstvo u Dohi.
- 25. veljače – najmanje petnaestero katolika ubijeno u napadu islamista na katoličku crkvu u selu Essakane na sjeverozapadu Burkine Faso.[6]
- 26. veljače – vojnici Izraelskih obrambenih snaga pucaju na civile u Gazi, ubivši više od stotinu ljudi, čime palestinski gubitci u ratu premašuju 30 000 poginulih.[7]

### Ožujak
- 4. ožujka – Francuska uspješno postala prva država svijeta koja je ustavom ustoličila i amandmanom zaštitila pravo na pobačaj.[8]
- 7. ožujka – Švedska primljena u NATO pakt.
- 14. ožujka – raspušten 10. saziv Hrvatskog sabora.
- 31. ožujka – Bugarska i Rumunjska ušle u Schengenski prostor.

### Travanj
- 3. travnja – snažan potres jačine 7.5 pogodio istočnu obalu Tajvana u kojem je ozlijeđeno 1100 ljudi, a poginulo 18.[9]
- 8. travnja – Dikasterij za nauk vjere objavio proglas Dignitas Humana o ljudskom dostojanstvu.[10]
- 16. i 17. travnja – održani Izbori za zastupnike u Hrvatski sabor.
- 17. travnja – Dekretom Dikasterija za bogoštovlje i disciplinu sakramenata crkva Uznesenja BDM u Sinju proglašena manjom bazilikom.[11]

### Svibanj
- 4. svibnja
  - Luka Modrić postao najstarijim i najtrofejnijim igračem Real Madrida, prestigavši tako Ferenca Puskása.[12][13]
  - deset tisuća mladih iz Hrvatske i iseljeništva sudjelovalo na XII. Susretu Hrvatske katoličke mladeži u Gospiću.[14]
- 11. svibnja – Marko Purišić osvojio drugo mjesto na 68. Eurosongu, što je najbolji rezultat Hrvatske na tom natjecanju.
- 25. i 26. svibnja – na Olimpijskom stadionu i Trgu sv. Petra u Rimu održan prvi Svjetski dan djece s papom Franjom.[15]
- 30. svibnja – bivši predsjednik Sjedinjenih Država Donald Trump proglašen je krivim po 34 točke na suđenju, čineći to prvim putem da je američki predsjednik proglašen krivim za zločin.[16]

### Lipanj
- 6. do 9. lipnja – održani Izbori za Europski parlament.
- 18. lipnja – Tajlandskim referendumom legaliziran istospolni brak.[17]
- 19. lipnja – više od tisuću hodočasnika preminulo je tijekom godišnjeg obreda hadža u Meki zbog visokih temperatura.[18]
- 24. lipnja – hrvatski nogometni reprezentativac Luka Modrić pogotkom za vodstvo u utakmici protiv Italije (1:1) postao najstarijim strijelcem Europskih nogometnih prvenstava s navršenih 38 godina i 289 dana.

### Srpanj
- 1. srpnja – Republika Latvija legalizirala istospolna partnerstva.[19]
- 11. srpnja – zapaljen toranj rouenske katedrale.[20]
- 13. srpnja – na predizbornom skupu u Pennsylvaniji pokušan atentat na bivšeg američkog predsjednika Donalda Trumpa. Trump je lakše ozlijeđen, a 20-godišnji napadač Thomas Matthew Crooks je ubijen.[21]
- 18. srpnja – Južna Koreja imenovala bivšeg sjevernokorejskog diplomata Taea Yonga-hoa na mjesto zamjenika ministra, što je najviša dužnost u vladi na koju je do tada postavljen sjevernokorejski prebjeg.[22]
- 24. srpnja – njemačko Ministarstvo unutarnjih poslova zabranilo rad Islamskoga centra Hamburg i njegovih džamija u Frankfurtu, Münchenu i Berlinu zbog promicanja radikalnog islamizma.[23]
- 26. srpnja – ceremonija otvaranja 33. Ljetnih olimpijskih igara u Parizu.[24]
- 31. srpnja – Ismail Haniyeh, politički vođa Hamasa, ubijen je u svojoj rezidenciji u Teheranu.[25]

### Kolovoz
- 9. kolovoza – Nikaragva protjerala sedmoricu katoličkih svećenika u Rim.[26]
- 14. kolovoza – Svjetska zdravstvena organizacija proglašava širenje majmunskih boginja izvanrednim zdravstvenim stanjem od međunarodnog značaja drugi put u dvije godine, nakon širenja virusa u afričkim zemljama.[27]
- 24. kolovoza – U terorističku napadu na festivalu u Solingenu Sirijac ubio troje, a ranio osmero ljudi. Odgovornost za napad preuzela je Islamska država.[28]

### Rujan
- 2. do 13. rujna – 45., ujedno i najdulji apostolski pohod pape Franje u Indoneziju, Papuu Novu Gvineju, Istočni Timor i Singapur.[29]

### Listopad
- 27. listopada – Oko 1,1 milijuna kršćana okupilo se u Seoulu na molitvenom skupu protiv ozakonjenja istospolnih partnerstva.[30]
- 29. listopada – Poplave u Španjolskoj s preko 217 žrtava i golemom štetom.[31]

### Studeni
- 1. studenoga – Poginulo 15 osoba, uključujući troje djece, prilikom urušavanja nadstrešnice željezničkog kolodvora Novi Sad.[32]
- 3. studenoga – Početak masovnih prosvjeda diljem Srbije povodom poziva na odgovornost za nesreću u Novom Sadu.[33]
- 9. studenoga – 130 tisuća prosvjednika u Valenciji protiv španjolske Vlade nakon razornih poplava.[34]
- 17. studenoga – Otvorena je kapela Krista Kralja mučenika na Memorijalnom groblju žrtava Domovinskog rata u Vukovaru.
- 18. studenoga – 120 tisuća ljudi sudjelovalo u Koloni sjećanja u Vukovaru.[35]
- 21. studenoga – Međunarodni kazneni sud izdao naloge za uhićenje izraelskog premijera Benjamina Netanyahua i bivšega ministra obrane Yoava Gallana.[36]
- 30. studenoga – Stotinu tisuća prosvjednika u Valenciji zbog nezadovoljstva izvanrednim stanjem nakon poplava.[34]

### Prosinac
- 7. i 8. prosinca – U valu nasilja bande Wharf Jeremie u Port-au-Princeu na Haitiju ubijeno najmanje 207 ljudi.[37]
- 8. prosinca – Sirijski pobunjenici svrgavaju predsjednika Bašara al-Asada i proglašuju pobjedu nakon 24 godine neprekidnog autokratskog režima.[38]
- 9. prosinca – Luigi Mangione optužen za ubojstvo izvršnog direktora UnitedHealthcarea,[39] izazivajući val reakcija diljem svijeta o etičnosti čina i nepravednom suđenju.[40]
- 11. prosinca – Ukupno 40 fakulteta u Srbiji stupilo u blokadu rada, uključujući sve sastavnice Sveučilišta u Novom Sadu i Sveučilišta u Beogradu (osim Pravoslavnog bogoslovskog fakulteta).[41]
- 13. prosinca – Hrvatski studenti Filozofskog fakulteta u Zagrebu i Filozofskog fakulteta u Rijeci okupljaju se u znak podrške kolegama studentima u Srbiji.[42] Podršku blokadi izrazili su i studenti Fakulteta političkih nauka u Podgorici te studenti Akademije umjetnosti Sveučilišta u Banjoj Luci.[43]
- 20. prosinca
  - Napad nožem u Osnovnoj školi Prečko u Zagrebu. Jedno je dijete preminulo i osmero je osoba ozlijeđeno.[44]
  - U terorističkom napadu u Magdeburgu, migrant se zaletio autom na božićni sajam ubivši petero i ranivši 235 ljudi.[45]
- 21. prosinca – Prvi hrvatski satelit CroCube odaslan je u svemir.
- 22. prosinca – Rekordni masovni prosvjed građana na trgu Slavija u Beogradu zarad traženja odgovornosti za tragediju u Novom Sadu.[46] Prosvjednici umjesto na 15, zastali na 16 minuta šutnje, dajući počast žrtvi napada nožem u Zagrebu i solidarnost roditeljima.[47]
- 24. prosinca – Papa Franjo otvorio sveta vrata na bazilici sv. Petra i time otvorio jubilejsku 2025. godinu.[48]

## Šport
Važniji športski događaji:
- 14. lipnja do 14. srpnja: Europsko nogometno prvenstvo u Njemačkoj
- 26. srpnja do 11. kolovoza: Olimpijske igre u Parizu
- 28. kolovoza do 8. rujna: Paraolimpijske igre u Parizu

## Smrti

### Siječanj
- 1. siječnja
  - Mario Boljat, hrvatski nogometaš (* 1951.)
  - Niklaus Wirth, švicarski računalni znanstvenik (* 1934.)
  - Srboljub Živanović, srpski antropolog i forenzičar (* 1933.)
- 4. siječnja
  - Ayla Algan, turska glumica i pjevačica (* 1937.)
  - Glynis Johns, britanska glumica (* 1923.)
  - Christian Oliver, njemački glumac (* 1972.)
- 5. siječnja – Mário Zagallo, brazilski nogometaš (* 1931.)
- 7. siječnja
  - Franz Beckenbauer, njemački trener i nogometaš (* 1945.)
  - Alberto Colombo, talijanski vozač automobilističkih utrka (* 1946.)
- 8. siječnja – Željko Poljak, hrvatski liječnik i publicist (* 1926.)
- 11. siječnja – Branko Smiljanić, hrvatski glumac (* 1956.)
- 12. siječnja – Gennadij Pavlovič Jakovljev, ruski botaničar (* 1938.)
- 13. siječnja – Joyce Randolph, američka glumica (* 1924.)
- 16. siječnja – Milan Nenadić, hrvatski hrvač i trener (* 1943.)
- 17. siječnja – Bennie Muller, nizozemski nogometaš (* 1938.)
- 19. siječnja – Željko Borovčić Kurir, hrvatski nogometaš i nogometni sudac (* 1931.)
- 20. siječnja – Norman Jewison, kanadski filmski redatelj, producent i glumac (* 1926.)
- 22. siječnja
  - Arno Allan Penzias, američki astrofizičar (* 1933.)
  - Gigi Riva, talijanski nogometaš (* 1944.)
  - Gary Graham, američki glumac (* 1950.)
- 24. siječnja – Bruno Zorica Zulu, hrvatski vojni zapovjednik (* 1952.)
- 28. siječnja – Satoši Kirišima, japanska anarhistica i terorista (* 1954.)
- 29. siječnja
  - Jandira Martini, brazilska glumica (* 1945.)
  - Sandra Milo, talijanska glumica (* 1933.)

### Veljača
- 1. veljače – Carl Weathers, američki glumac (* 1948.)
- 2. veljače
  - Wayne Kramer, američki glazbenik (* 1948.)
  - Ian Lavender, britanski glumac (* 1946.)
- 3. veljače – Helena Rojo, meksička glumica (* 1944.)
- 5. veljače – Toby Keith, američki kantautor (* 1961.)
- 6. veljače – Sebastián Piñera, čileanski predsjednik (* 1949.)
- 7. veljače – Alfredo Castelli, talijanski autor i pisac stripova (* 1947.)
- 9. veljače
  - Robert Badinter, francuski pravnik, sveučilišni profesor i političar (* 1928.)
  - Antonio Rački, hrvatski skijaški trkač (* 1973.)
- 10. veljače
  - Adalbert Ludwig Balling, njemački publicist, kršćanski misionar, bogoslov, psiholog i filozof (* 1933.)
  - Nikša Gligo, hrvatski muzikolog, glazbeni kritičar, skladatelj, glazbeni teoretičar i akademik (* 1946.)
- 12. veljače – Petar Luković, srbijanski novinar (* 1951.)
- 13. veljače
  - Gabriela Pando, argentinska hokejašica na travi (* 1970.)
  - Duško Tambača, hrvatski glazbeni pedagog, skladatelj, melograf (* 1946.)
- 16. veljače – Aleksej Navaljni, ruski političar (* 1976.)
- 19. veljače
  - Jan Assmann, njemački egiptolog, arheolog i grecist (* 1938.)
  - Danijel Dragojević, hrvatski pjesnik, esejist, prozni pisac, scenarist i radijski urednik (* 1934.)
- 20. veljače – Andreas Brehme, njemački nogometaš i trener (* 1960.)
- 21. veljače – Roger Guillemin, francuski liječnik (* 1924.)
- 22. veljače – Paramjit Singh, indijski košarkaš (* 1952.)
- 26. veljače – Jacob Rothschild, britanski velikaš i bankar (* 1936.)
- 29. veljače – Ali Hassan Mwinyi, tanzanijski predsjednik (* 1925.)

### Ožujak
- 1. ožujka – Akira Toriyama, japanski mangaka (* 1955.)
- 2. ožujka – Nikola Vuljanić, hrvatski političar (* 1945.)
- 4. ožujka – Kees Rijvers, nizozemski nogometaš i trener (* 1926.)
- 8. ožujka – Herbert Kroemer, američki fizičar (* 1928.)
- 9. ožujka – Ivan Sondi, hrvatski geolog (* 1965.)
- 10. ožujka – Kostadinka Velkovska, hrvatska glumica (* 1948.)
- 11. ožujka – Robert Barry, američki diplomat (* 1934.)
- 13. ožujka
  - Philippe de Gaulle, francuski političar i admiral (* 1921.)
  - Neofit, bugarski patrijarh (* 1945.)
- 17. ožujka
  - Mirjana Krizmanić, hrvatska psihologinja (* 1936.)
  - Radoslav Tomić, hrvatski povjesničar umjetnosti i akademik (* 1957.)
- 18. ožujka – Kenjiro Shinozuka, japanski reli vozač (* 1948.)
- 23. ožujka – Abdulah Sidran, bosanskohercegovački književnik i novinar (* 1944.)
- 24. ožujka – Tomislav Peternek, srpski fotograf (* 1933.)
- 26. ožujka – Slađana Milošević, srbijanska pjevačica (* 1955.)
- 27. ožujka – Vera Horvat Pintarić, hrvatska povjesničarka umjetnosti i akademkinja (* 1926.)
- 29. ožujka – Louis Gossett, Jr., američki glumac (* 1936.)

### Travanj
- 1. travnja – Vera Svoboda, hrvatska pjevačica (* 1936.)
- 2. travnja – Veljko Bulajić, crnogorsko-hrvatski filmski redatelj (* 1928.)
- 5. travnja – Desa Begović Mrkušić, hrvatska glumica (* 1934.)
- 8. travnja – Peter Higgs, britanski teorijski fizičar (* 1929.)
- 10. travnja – O. J. Simpson, američki igrač američkog nogometa i glumac (* 1947.)
- 12. travnja – Ruben Douglas, panamski košarkaš (* 1979.)
- 14. travnja
  - Luciano Sušanj, hrvatski političar, športski djelatnik i atletičar (* 1948.)
  - Vicko Vrdoljak, hrvatski pedagog i politički emigrant (* 1944.)[49]
- 15. travnja
  - Josip Manolić, hrvatski i jugoslavenski političar (* 1920.)
  - Pedro Rubiano Sáenz, kolumbijski kardinal (* 1932.)
- 18. travnja – Mandisa, američka pjevačica (* 1976.)
- 19. travnja – Daniel Dennett, američki filozof, znanstvenik i pisac (* 1942.)
- 27. travnja – C. J. Sansom, britanski autor (* 1952.)
- 29. travnja – Myhajlo Fomenko, ukrajinski nogometaš i trener (* 1948.)
- 30. travnja
  - Paul Auster, američki književnik (* 1947.)
  - Duane Eddy,  američki gitarist (* 1938.)

### Svibanj
- 2. svibnja – Manca Košir, slovenska glumica (* 1948.)
- 5. svibnja
  - Bernard Hill, engleski glumac (* 1944.)
  - Etelka Kenéz Heka, mađarski književnica, spisateljica, haiku-pjesnica (* 1936.)
- 12. svibnja – Luko Paljetak, hrvatski književnik (* 1943.)
- 13. svibnja – Alice Munro, kanadska književnica (* 1931.)
- 14. svibnja – Gudrun Ure, škotska glumica (* 1926.)
- 19. svibnja – Ebrahim Raisi, iranski predsjednik (* 1960.)
- 25. svibnja
  - Dorian Hatta, hrvatski jazz glazbenik (* 1960.)
  - Albert S. Ruddy, kanadsko-američki filmski i televizijski producent (* 1930.)
  - Johnny Wactor, američki glumac (* 1986.)
- 30. svibnja
  - Kelvin Edward Felix, dominikanski rimokatolički kardinal i nadbiskup (* 1933.)
  - Anastasija Zavorotnjuk, ruska glumica (* 1971.)

### Lipanj
- 1. lipnja – Toni Kovačević, bosanskohercegovački glumac (* 1995.)
- 2. lipnja – Janis Paige, američka glumica (* 1922.)
- 3. lipnja
  - Brigitte Bierlein, austrijska kancelarka (* 1949.)
  - Jürgen Moltmann, njemački teolog (* 1926.)
  - William Russell, britanski glumac (* 1924.)
- 4. lipnja – Haris Burina, bosanskohercegovački glumac (* 1963.)
- 6. lipnja
  - Tom Bower, američki glumac (* 1938.)
  - Fumihiko Maki, japanski arhitekt (* 1928.)
- 9. lipnja – Duško Valentić, hrvatski glumac (* 1950.)
- 11. lipnja – Françoise Hardy, francuska pjevačica i glumica (* 1944.)
- 12. lipnja
  - Jerry West, američki košarkaš (* 1938.)
  - Antun Kljenak, hrvatski liječnik (* 1963.)[50]
- 13. lipnja – Benji Gregory, američki glumac (* 1978.)
- 15. lipnja – Matija Šarkić, crnogorski nogometaš (* 1997.)
- 18. lipnja
  - Anouk Aimée, francuska glumica (* 1932.)
  - Franjo Vladić, bosanskohercegovački nogometaš (* 1950.)
- 20. lipnja – Donald Sutherland, kanadski glumac (* 1935.)
- 25. lipnja – Bill Cobbs, američki glumac (* 1934.)
- 28. lipnja – Marty Pavelich, kanadski hokejaš (* 1927.)

### Srpanj
- 1. srpnja – Ismail Kadare, albanski pisac (* 1936.)
- 5. srpnja – Jon Landau, američki filmski producent (* 1960.)
- 7. srpnja – Bengt I. Samuelsson, švedski biokemičar (* 1934.)
- 9. srpnja – Ana Šomlo, srpska i izraelska književnica i televizijska novinarka (* 1935.)
- 11. srpnja – Shelley Duvall, američka glumica (* 1949.)
- 13. srpnja
  - Shannen Doherty, američka glumica (* 1971.)
  - Richard Simmons, američki glumac (* 1948.)
- 14. srpnja – Vladimir Gerić, hrvatski redatelj, dramaturg i prevoditelj (* 1928.)
- 18. srpnja – Bob Newhart, američki glumac (* 1929.)
- 22. srpnja
  - John Mayall, britanski pjevač i kantautor (* 1933.)
  - Carolyn Schuler, američka plivačica (* 1943.)
- 23. srpnja – Robin Warren, australski patolog (* 1937.)
- 27. srpnja – Mísia, portugalska pjevačica (* 1955.)
- 29. srpnja – Annie Le Brun, francuski pisac (* 1942.)
- 31. srpnja – Ismail Haniyeh, vođa Hamasa (* 1963.)

### Kolovoz
- 4. kolovoza – Tsung-Dao Lee, američki fizičar (* 1926.)
- 5. kolovoza – Vjačeslav Ivanov, ruski veslač (* 1938.)
- 9. kolovoza – Susan Wojcicki, američka poduzetnica (* 1968.)
- 14. kolovoza – Gena Rowlands, američka glumica (* 1930.)
- 16. kolovoza – Tore Ylwizaker, norveški glazbenik, skladatelj i glazbeni producent (* 1970.)
- 18. kolovoza – Alain Delon, francuski glumac (* 1935.)
- 23. kolovoza – Predrag Matić, hrvatski političar (* 1962.)
- 26. kolovoza
  - Sven-Göran Eriksson, švedski nogometaš i trener (* 1948.)
  - Nojim Maiyegun, nigerijski boksač (* 1944.)

### Rujan
- 2. rujna – Aleksandr Medved, bjeloruski hrvač (* 1937.)
- 4. rujna – Bora Đorđević, srbijanski pjevač i kantautor (* 1952.)
- 6. rujna – Alan Rees, britanski vozač automobilističkih utrka (* 1938.)
- 7. rujna – Slavo Kukić, bosanskohercegovački sociolog (* 1954.)
- 9. rujna – James Earl Jones, američki glumac (* 1931.)
- 11. rujna – Alberto Fujimori, peruanski predsjednik (* 1938.)
- 18. rujna – Salvatore Schillaci, talijanski nogometaš (* 1964.)
- 19. rujna – Ralph Abraham, američki matematičar (* 1936.)
- 27. rujna
  - Maggie Smith, engleska glumica (* 1934.)
  - Hassan Nasrallah, glavni tajnik Hezbollaha (* 1960.)
- 28. rujna – Kris Kristofferson, američki country-glazbenik, pisac, pjevač, skladatelj i glumac (* 1936.)
- 29. rujna – Munir Vejzović, hrvatski slikar (* 1965.)
- 30. rujna
  - Dikembe Mutombo, kongoanski košarkaš (* 1966.)
  - Ken Page, američki glumac (* 1954.)

### Listopad
- 4. listopada – Petar Matić Dule, posljednji narodni heroj SFR Jugoslavije (* 1920.)[51]
- 6. listopada – Johan Neeskens, nizozemski nogometaš i trener (* 1951.)
- 8. listopada – Wu Bangguo, kineski političar (* 1941.)
- 9. listopada – George Baldock, grčki nogometaš (* 1993.)
- 14. listopada – Philip George Zimbardo, američki psiholog (* 1933.)
- 15. listopada – Antonio Skármeta, čileanski pisac (* 1940.)
- 16. listopada – Liam Payne, engleski pjevač (* 1993.)
- 17. listopada – Andrew V. Schally, poljsko-američki endokrinolog (* 1926.)
- 20. listopada – Fethullah Gülen, turski propovjednik, imam, islamski učenjak i politički vođa (* 1941.)
- 21. listopada
  - Paul Di'Anno, britanski pjevač (* 1958.)
  - Ante Ćorušić, hrvatski liječnik (* 1958.)
- 23. listopada – Leon Neil Cooper, američki fizičar (* 1930.)

### Studeni
- 3. studenoga – Quincy Jones, američki glazbeni producent (* 1933.)
- 5. studenoga – Mariví Ugolino, urugvajska kiparica (* 1943.)
- 6. studenoga
  - Ivan Zvonimir Čičak, hrvatski političar (* 1947.)
  - Hana Vlašić, hrvatska taekwondoašica (* 2003.)[52]
- 9. studenoga – Ram Narayan, indijski glazbenik (* 1927.)
- 11. studenoga – Ivica Rajković, hrvatski snimatelj (* 1935.)
- 18. studenoga – Colin Petersen, australski rock-bubnjar (* 1946.)
- 22. studenoga – Dragan Marković, srpski političar (* 1960.)
- 25. studenoga – Žarko Savić, hrvatski i srpski kazališni, televizijski i filmski glumac (* 1949.)
- 27. studenoga – Maria Golopenţa, rumunjska stolnotenisačica (* 1939.)

### Prosinac
- 9. prosinca – Bogdan Cvetković, hrvatski katolički svećenik (* 1937.)
- 10. prosinca – Siniša Švec, hrvatski radijski voditelj (* 1963.)
- 14. prosinca – Isak Andic, španjolski milijarder i osnivač Manga (* 1953.)[53]
- 17. prosinca – Marisa Paredes, španjolska glumica (* 1946.)[54]
- 22. prosinca – Bernardin Škunca, hrvatski franjevac i liturgičar (* 1937.)[55]
- 23. prosinca – Dési Bouterse, surinamski političar (* 1945.)
- 26. prosinca – Manmohan Singh, indijski političar (* 1932.)
- 27. prosinca – Olivia Hussey, britanska glumica (* 1951.)
- 29. prosinca – Jimmy Carter, američki predsjednik (* 1924.)[4]
- 31. prosinca – Angelo Amato, kardinal Katoličke Crkve (* 1938.)

## Obljetnice i godišnjice
- Sedamstopedesetgodišnjica smrti Tome Akvinskoga
- Sedamstogodišnjica smrti Marka Pola
- Šestogodišnjica rođenja Katarine Kosače Kotromanić
- Petstogodišnjica smrti Marka Marulića[1]
- Četiristogodišnjica smrti Tome Erdődyja
- Stopedesetgodišnjica rođenja Ivane Brlić-Mažuranić i Franje Dugana st.
- Stopedesetgodišnjica rođenja i stogodišnjica smrti Viktora Kovačića
- Stopedesetgodišnjica smrti Antuna Kaznačića
- Stogodišnjica smrti Josipa Langa
- Stogodišnjica rođenja Dinka Fia i Cvijete Job
- Stogodišnjica Rimskih ugovora
- Stogodišnjica utemeljenja Svjetske šahovske organizacije (FIDE)